# 주역참동계
《주역참동계(周易參同契)》는 《도덕경》에 이어 도교에서의 수련에 많이 쓰이는 저서이다. 《주역참동계》는 중국의 후한 말부터 삼국 시대 초기의 사람으로 짐작되는 위백양(魏伯陽)의 저술로서 우주 원칙에 순응하여 단(丹)을 연마하고 연명장수(延命長壽)의 목적 달성을 역(易)의 원리로써 풀이한 책이다.

## 같이 보기
- 주역참동계 (보물 제1900호)